# オッディ

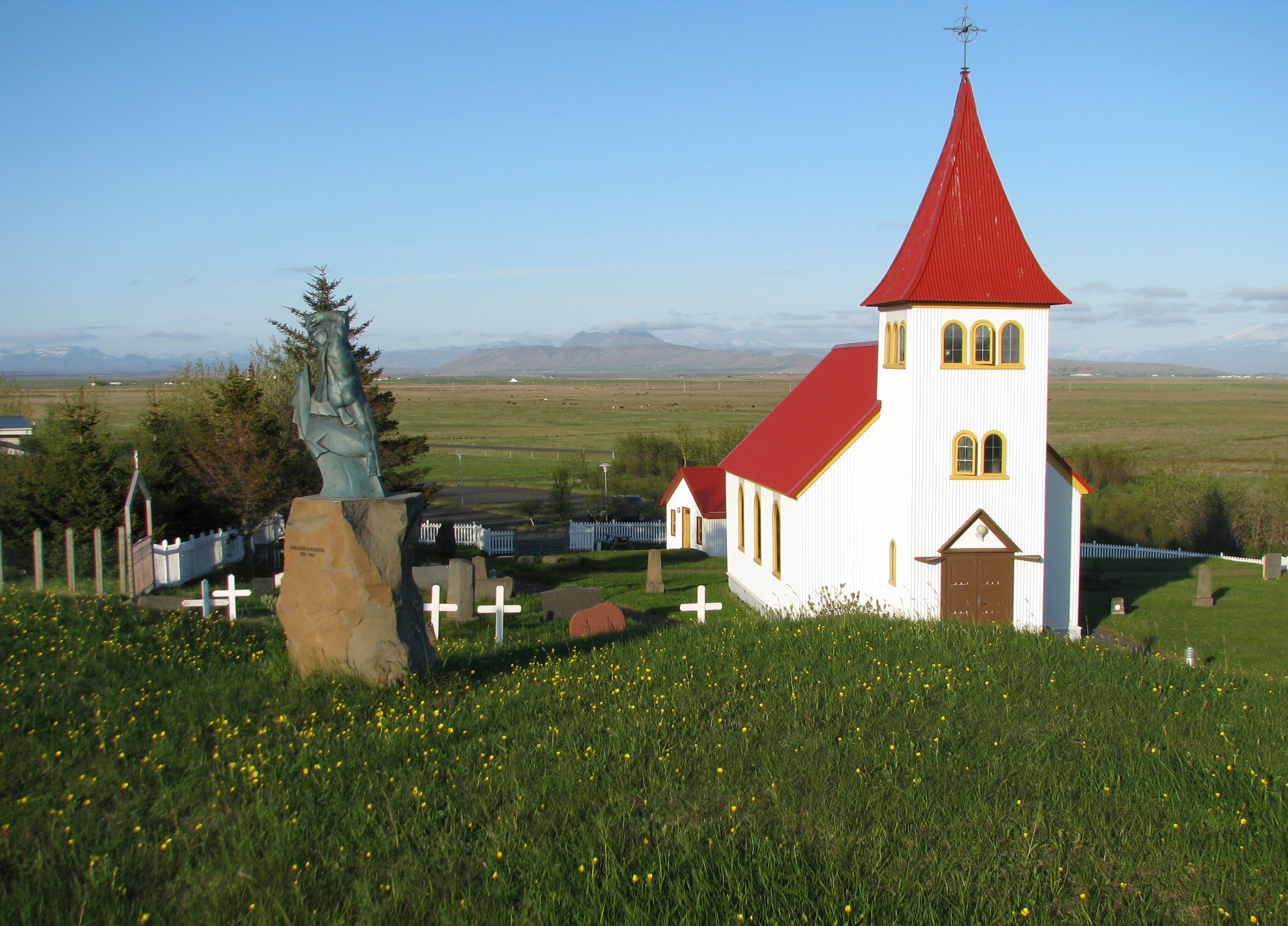
オッディの教会(2012)

オッディ（アイスランド語: Oddi）とは、アイスランド南部のランガーヴェッリル県内、ランガーヴェッリルにある村と教会の名称。中世におけるアイスランド南部の文化的中心であり、学問の拠点であった。オッディにはキリスト教改宗期以来教会が存在した。現在の教会の建物は1924年に建立された

。
数世紀にわたって、オッディはオッディの眷属(en) と呼ばれた有力者の一党の拠点であった。オッディには指導者として最もよく知られる2人の人物がいる。賢者セームンドル・シグフースソン（en, 1056年 - 1133年）と、彼の孫ヨーン・ロフツソン（en, 1124年 - 1197年）である。有名な歴史家スノッリ・ストゥルルソン（1178年 - 1241年）はこの地で養父のヨーンに育てられ、教育を受けた。
スノッリの著作『エッダ』の題名は、このオッディの地名に由来するという説もある。